# Albrecht Friedrich von Brandenburg-Schwedt

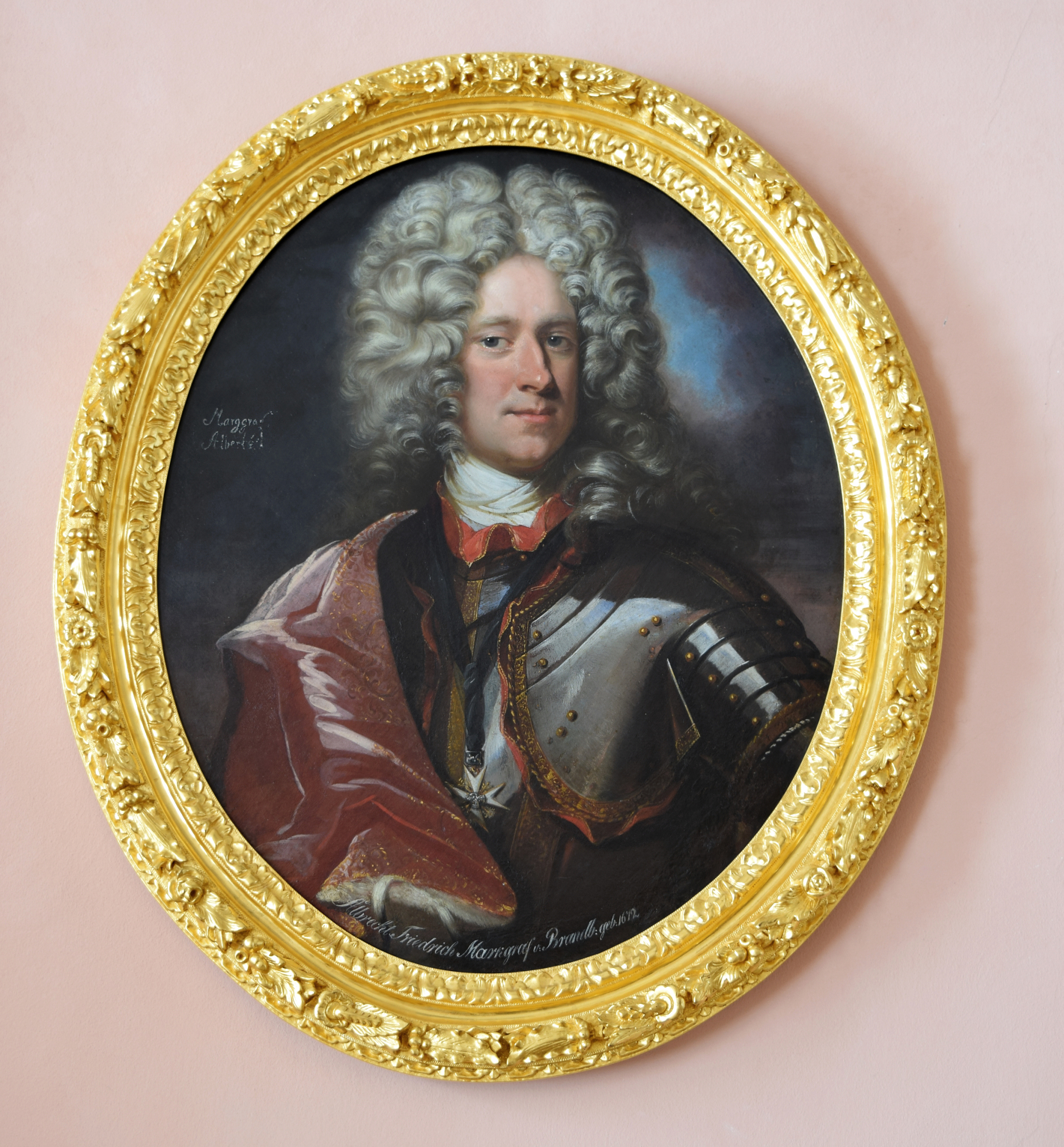
Markgraf Albrecht Friedrich, um 1700

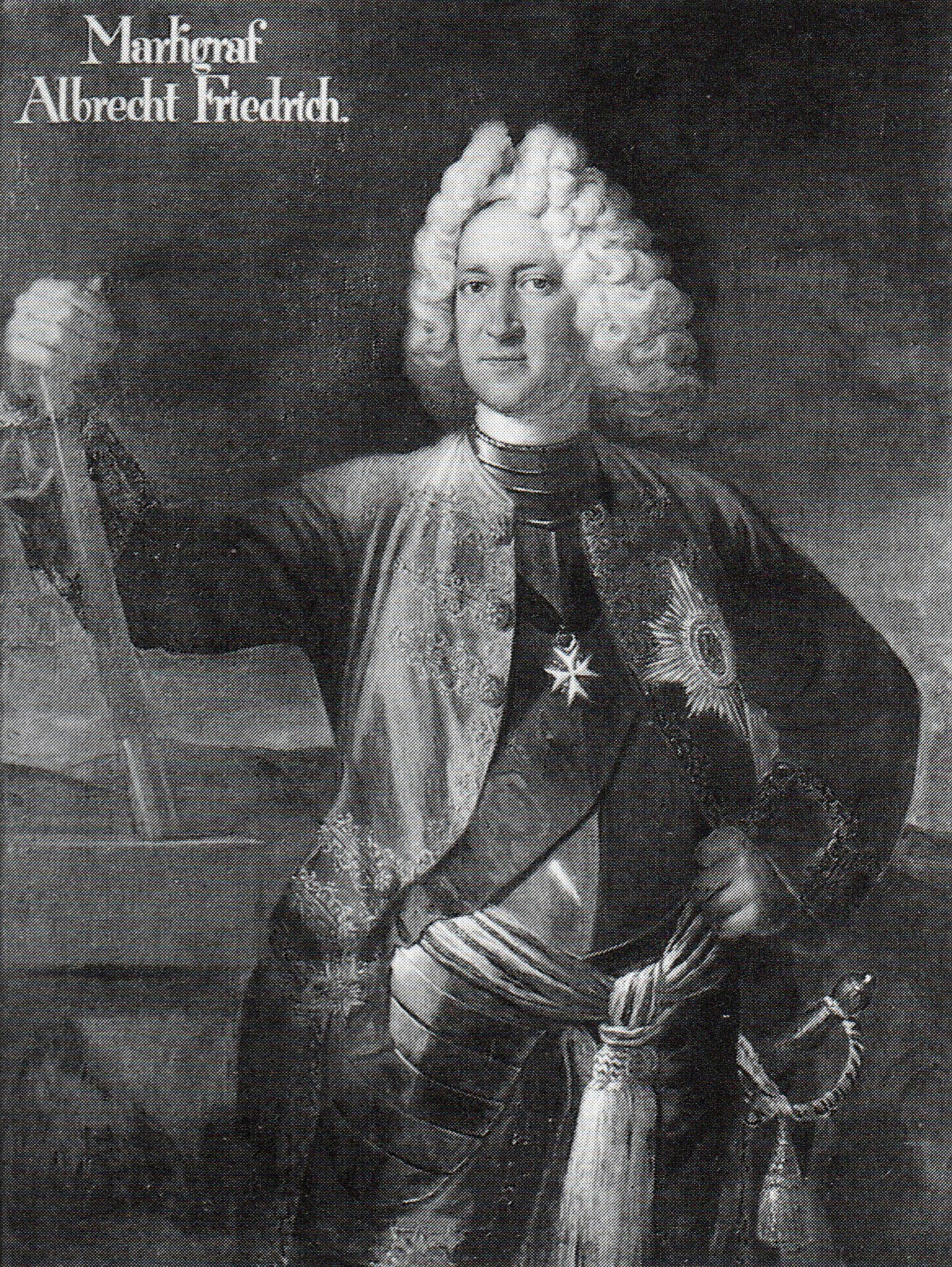
Albrecht Friedrich als Generalleutnant, Ölgemälde von Friedrich Wilhelm Weidemann, 1714

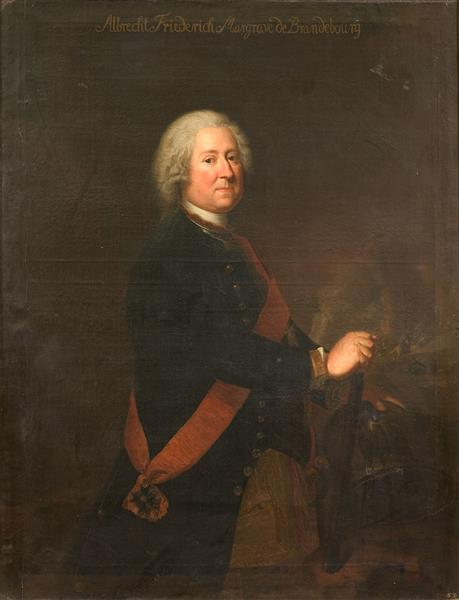
Markgraf Albrecht Friedrich

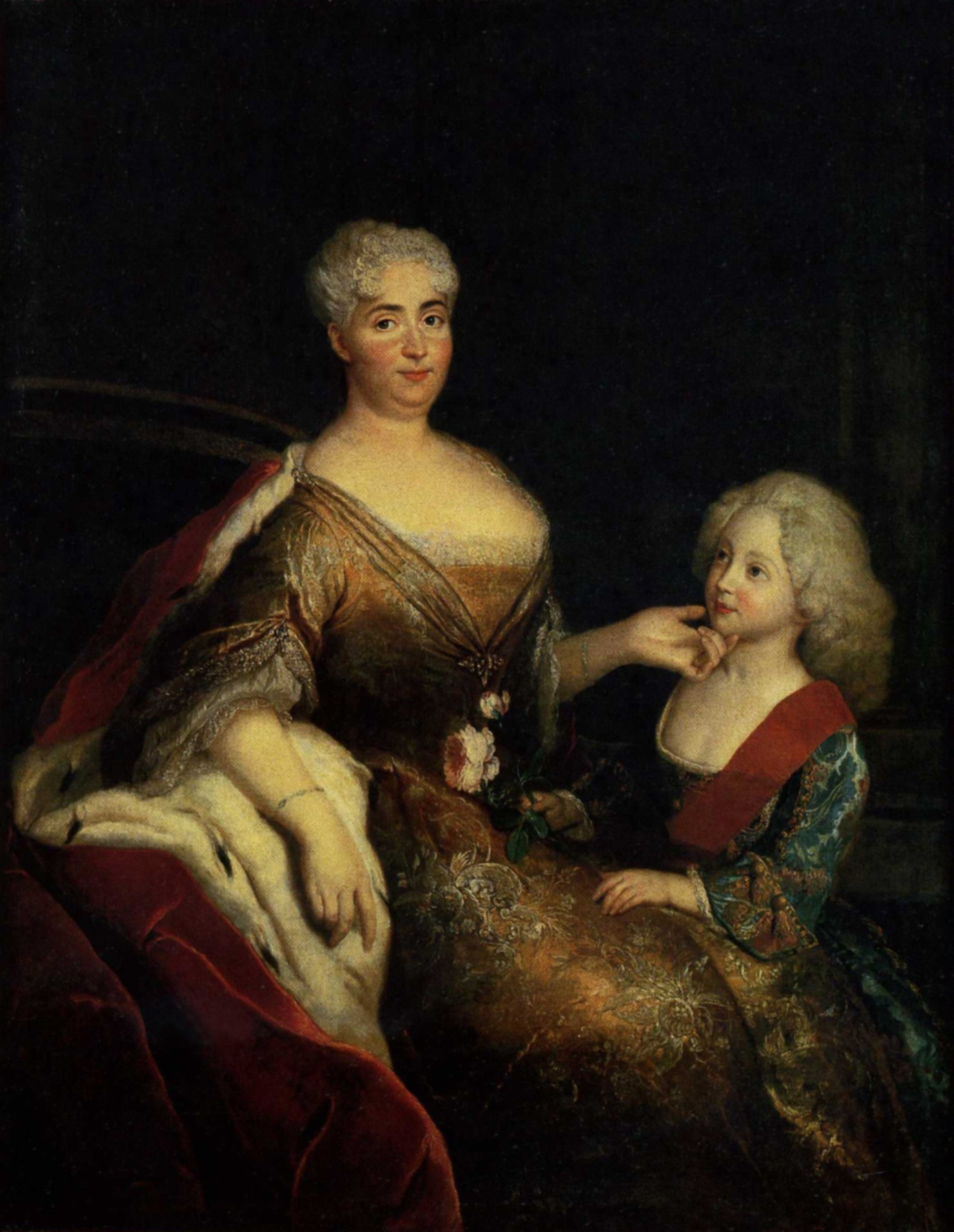
Markgräfin Maria Dorothea von Brandenburg-Schwedt mit Sohn Friedrich Wilhelm (Pesne, um 1719)

Albrecht Friedrich, Prinz von Preußen, Markgraf zu Brandenburg-Schwedt (* 24. Januar 1672 in Berlin; † 21. Juni 1731 im Schloss Friedrichsfelde) war kurbrandenburgisch-preußischer Generalleutnant und Herrenmeister des Johanniterordens.

## Leben
Albrecht Friedrich war ein Sohn des brandenburgischen Kurfürsten Friedrich Wilhelm und dessen zweiter Frau Dorothea. Sein Bruder Philipp Wilhelm war von 1692 bis 1711 Statthalter von Magdeburg. 1689, zu Beginn des Pfälzischen Erbfolgekrieges gegen Frankreich, war Albrecht Friedrich Volontär bei den preußischen Truppen. Am 10. Mai 1692 wurde er Chef eines Regiments zu Pferde und am 14. März 1693 Generalmajor. 1694 nahm er am Feldzug in Italien teil und wurde am 9. März 1695 Generalleutnant. 1696 wurde der Markgraf Herrenmeister des Johanniterordens und am 17. Januar 1701 Ritter des Hohen Ordens vom Schwarzen Adler.
Seit dem 14. Februar 1702 Chef eines Infanterie-Regiments, kämpfte er im Rahmen des Spanischen Erbfolgekrieges als Befehlshaber des preußischen Korps in den Niederlanden gegen Frankreich. Im November desselben Jahres musste er wegen Krankheit diesen Posten aufgeben. 1706 wurde er Statthalter in Hinterpommern. 1711 übernahm Albrecht Friedrich das Domänengut in Altfriedland, das aus dem 1540/46 säkularisierten Zisterzienserinnen-Kloster Friedland hervorgegangen war und bis zum Klostersee reichte. Nach seinem Tod ging das Gut an seinen Sohn Karl Friedrich Albrecht.

### Familie
Seit dem 31. Oktober 1703 war Albrecht Friedrich mit Prinzessin Maria Dorothea (1684–1743), Tochter des Herzogs Kasimir von Kurland, verheiratet, mit der er folgende Kinder hatte:
- Friedrich (1704–1707)
- Karl Albrecht (1705–1762)
- Anna Sophia Charlotte (1706–1751)

⚭ 1723 Herzog Wilhelm Heinrich von Sachsen-Eisenach (1691–1741)
- Luise Wilhelmine (1709–1726)
- Friedrich (1710–1741), gefallen als preußischer Oberst in Mollwitz
- Albertine (1712–1750)

⚭ 1733 Fürst Viktor II. Friedrich von Anhalt-Bernburg (1700–1765)
- Friedrich Wilhelm (1714–1744)